# Château de Puy d'Auzon
Le château de Puy d'Auzon est situé à Cluis (France).

## Localisation
Le château est situé sur la commune de Cluis, dans le département de l'Indre, en région Centre-Val de Loire. Il se trouve sur le versant d'un vallon dans lequel coule l'Auzon, ruisseau dont il a pris le nom.

## Description
Le château actuel a été construit dans le dernier quart du XIXe siècle dans le style néo-Renaissance, à peu près à l'emplacement de l'ancien château, dont il ne reste rien.
Il est édifié autour d'un corps de bâtiment rectangulaire à deux niveaux coiffé d'un toit en ardoise à deux versants. En avant de la façade principale, se positionne au centre, une grosse tour-porte (en) carrée, cantonnée sur ses angles de deux tourelles en encorbellement, sur les extrémités, deux pavillons carrés. Entre ces trois éléments, couverts d'un toit en pavillon, une galerie avec terrasse est plaquée contre la façade.

## Historique
Le château de Puy d'Auzon était autrefois un fief relevant de Cluis-Dessous, appartenant en 1489 à François de Bernaize. Il passa ensuite (1575) à la famille d'Areau qui le conserva jusqu'en 1778. Il est acquis en 1832 par le père du député Étienne de Saint-Martin, conseiller général, maire de Cluis ; ce dernier en fait sa résidence. La reconstruction du château à partir de 1876 est effectuée d'après les plans d'Alfred Dauvergne.
Dans les années 1980, le domaine a été acquis par l'Adapei qui y a installé un centre d'aide par le travail (depuis 2023 établissement et service d'accompagnement par le travail) pour personnes en situation de handicap mental. En 2021, l'association, incapable financièrement de faire face aux mises aux normes devenues nécessaires dans les bâtiments anciens, a vendu le château, des annexes et la plus grande partie du parc. Deux hectares du parc ont été conservés pour qu'y soient édifiées les nouvelles installations de l'association.
Les nouveaux propriétaires proposent aujourd'hui des salles de réception pour différents évènements (mariages, anniversaires, séminaires)  et de spacieuses suites et chambres d'hôtes ouvertes à l'année.